# Quadricalcarifera himiko
Quadricalcarifera himiko är en fjärilsart som beskrevs av Nakamura 1956. Quadricalcarifera himiko ingår i släktet Quadricalcarifera och familjen tandspinnare. Inga underarter finns listade.